# زیغود یوسف (شهرداری)

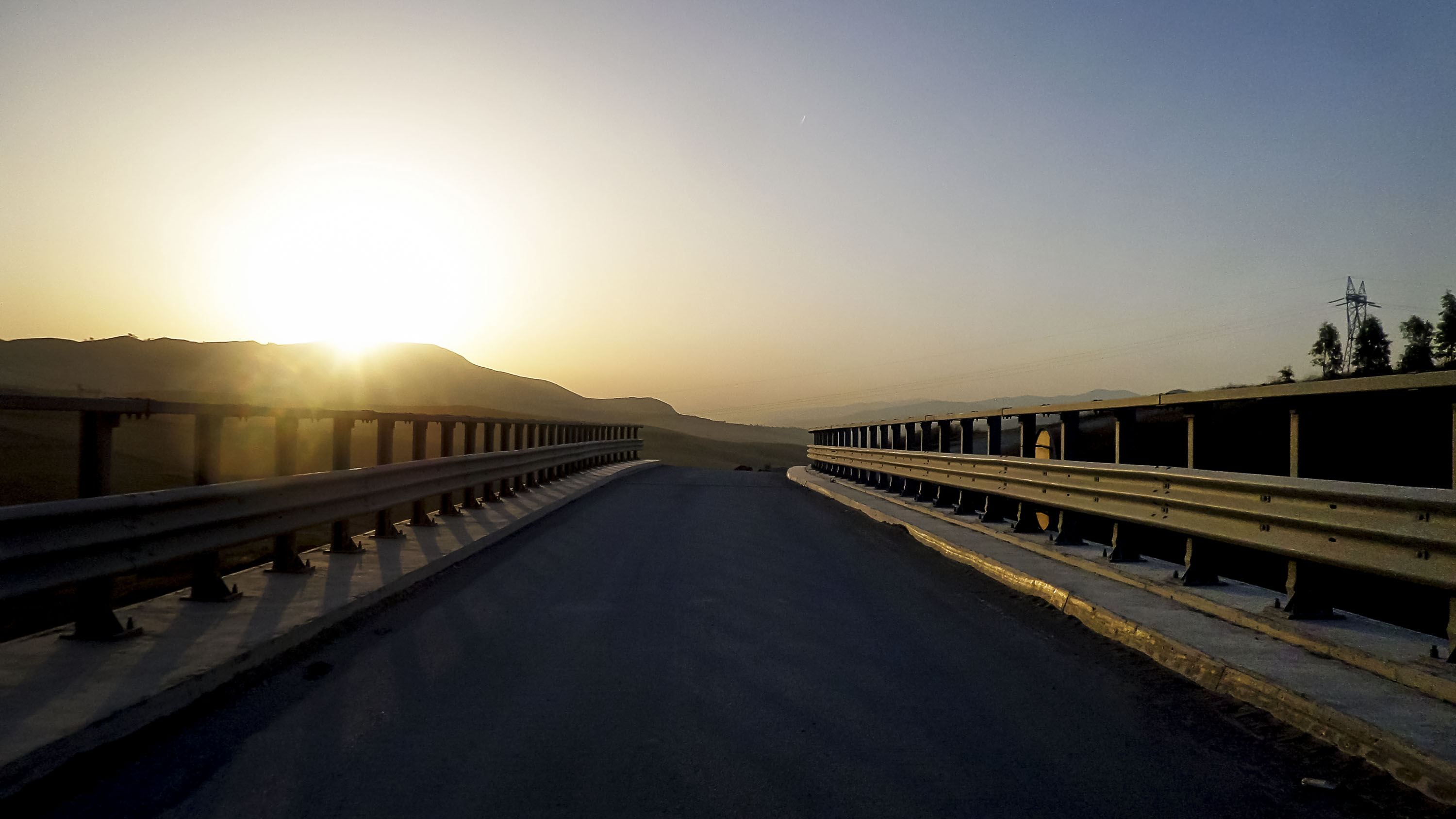
تصویر یکی از جاده های زیغود یوسف

زیغود یوسف (شهرداری) (به عربی: زیغود یوسف) یک شهرداری در الجزایر است که در استان قسنطینه واقع شده‌است. زیغود یوسف ۳۱٬۱۰۱ نفر جمعیت دارد.